# Eccoptomera sammartini
Eccoptomera sammartini är en tvåvingeart som beskrevs av Leander Czerny 1924. Eccoptomera sammartini ingår i släktet Eccoptomera och familjen myllflugor. Inga underarter finns listade i Catalogue of Life.